# Villa Jovis

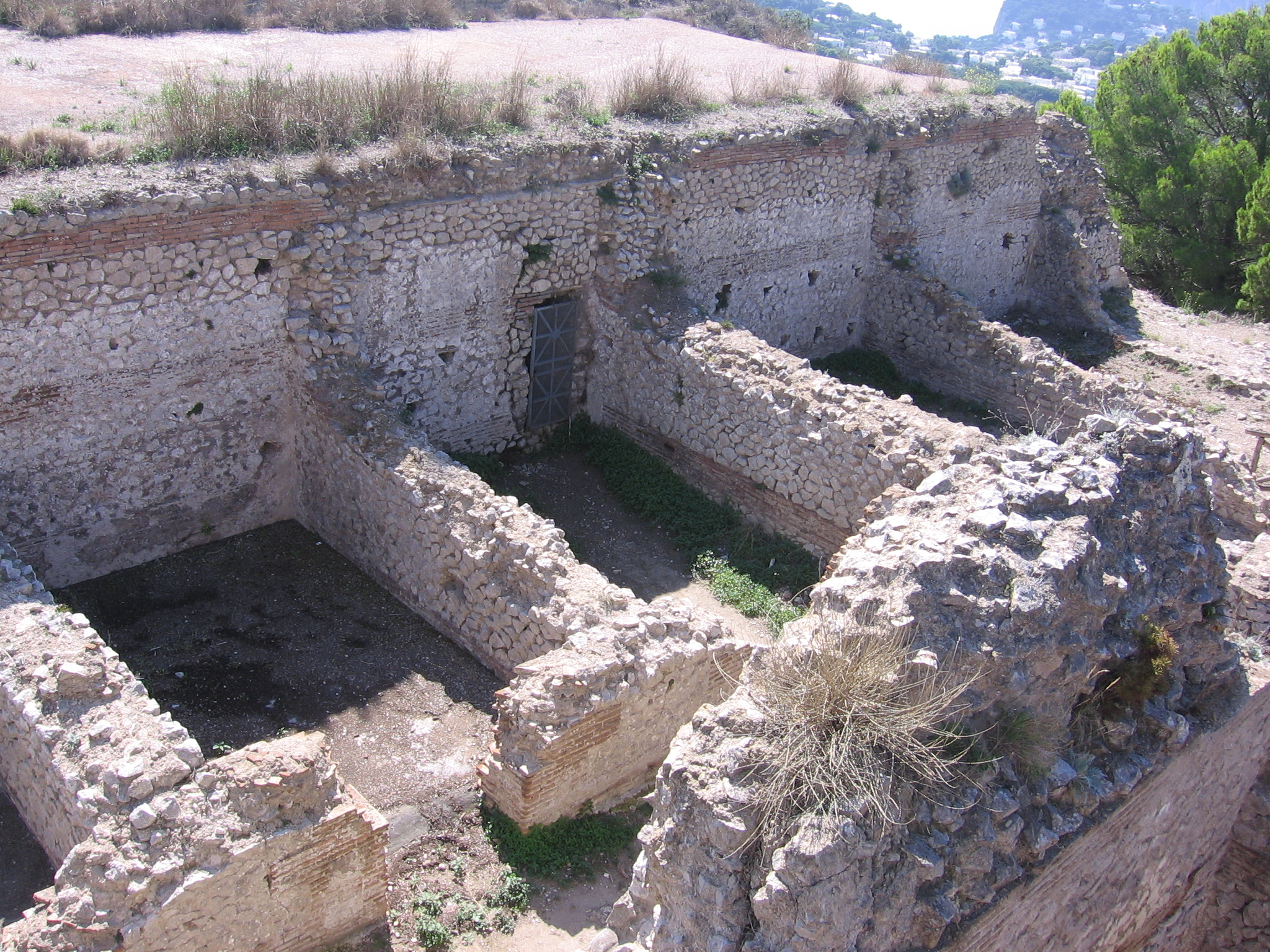
Ruine der Villa Jovis

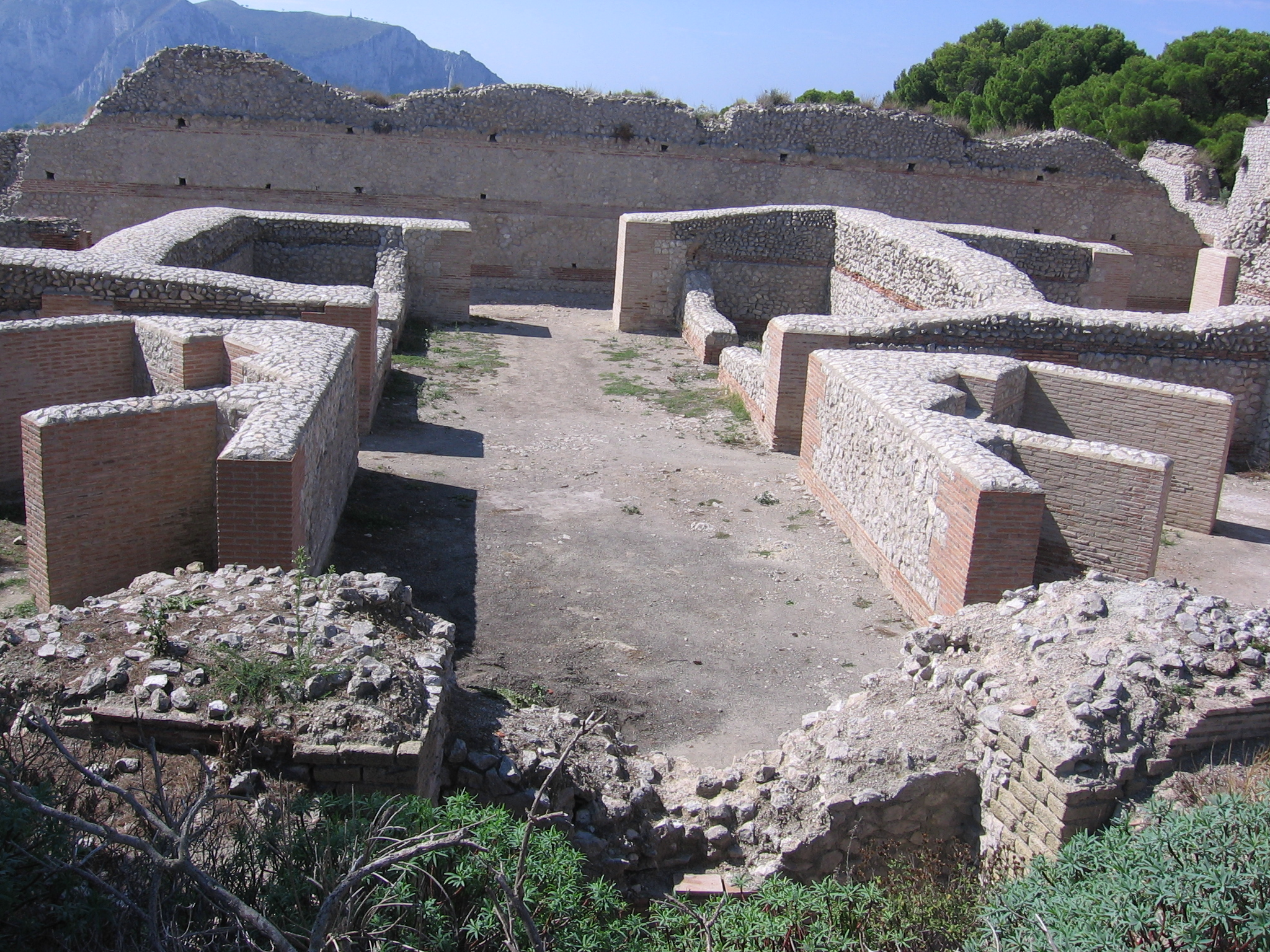
Restaurierter Teil der Villa Jovis

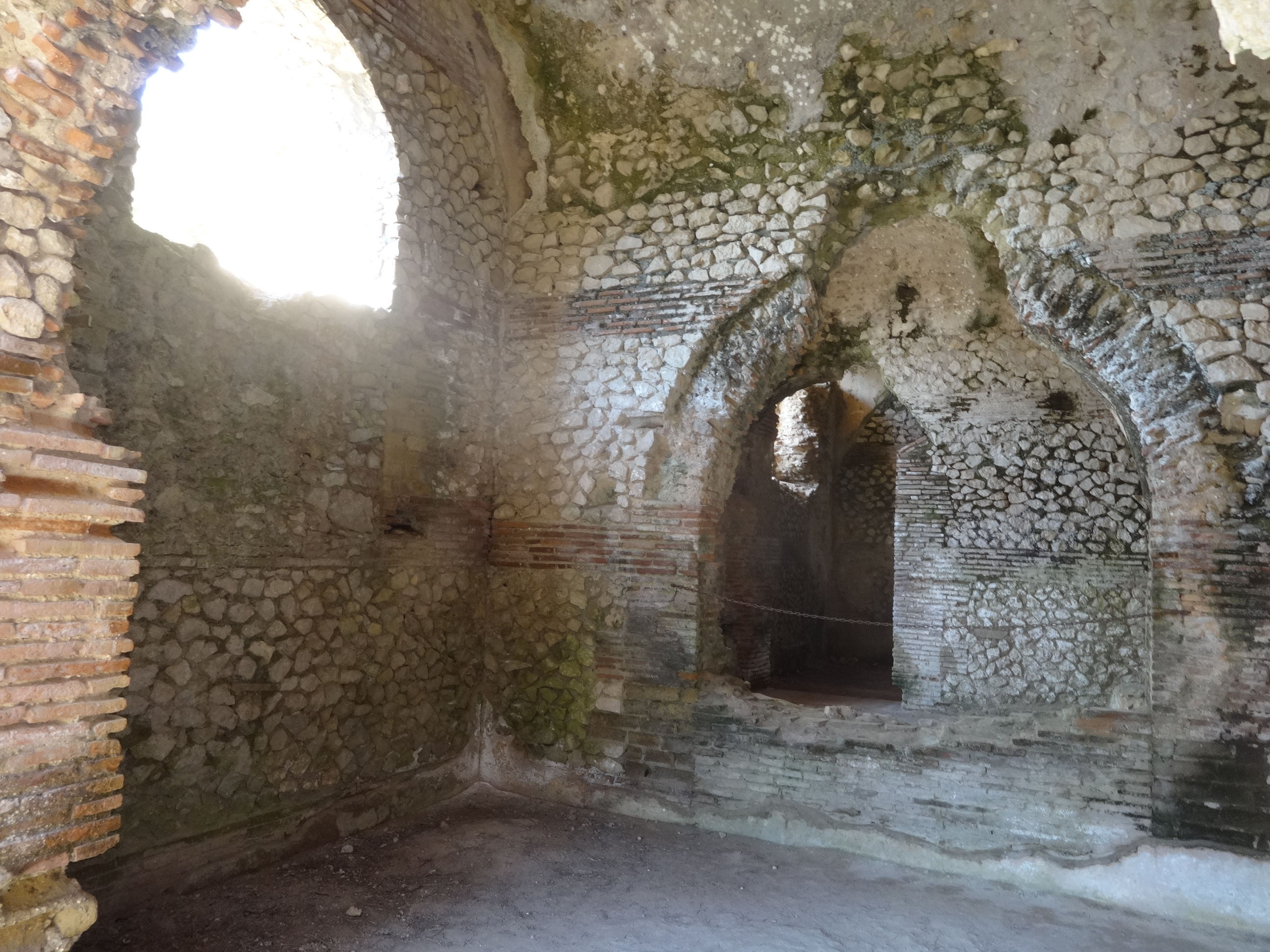
Innenraum der Villa Jovis

Die Villa Jovis war eine der zwölf Villen des römischen Kaisers Tiberius auf Capri, wohin er sich in den letzten Jahren seiner Herrschaft zurückgezogen hatte. Sie befindet sich auf der östlichen Spitze Capris direkt an der Steilküste auf dem heute Monte Tibero genannten Berg.

## Namensgebung
Der Name der Villa geht vermutlich auf einen Kopierfehler bei Sueton zurück, wonach Tiberius neun Monate lang nach dem Sturz des Seian eine Villa nicht verlassen hätte, „quae vocatur Iouvis“. Weil es zwölf Villen auf Capri gab, gingen die Kopisten seit dem Mittelalter davon aus, dass auch die anderen Villen nach den zwölf Olympischen Götter benannt worden sind. Korrekter ist die alternative Bezeichnung als „Tiberius-Villa“. Plinius der Ältere bezeichnete den Palast, der im Norden und Osten 300 m steil ins Meer abfällt, auch als „Burg des Tiberius“ (arx Tiberi principis).

## Geschichte
Die unwirtliche Insel Capri übte schon auf Kaiser Augustus einen großen Reiz aus. Er übergab die ihm gehörende weinreiche Insel Ischia an die Stadt Neapel im Jahr 29 v. Chr. und erhielt im Gegenzug Capri, wo er einzelne Gebäude errichten ließ. Kaiser Tiberius residierte hier ab dem Jahr 27 n. Chr. die meiste Zeit des Jahres. Der Kaiser wollte sich aus Rom zurückziehen und doch nahe der Reichszentrale sein. Capri bot ihm sichere Abgeschiedenheit (es gibt nur einen kleinen Hafen und kaum Anlandeplätze wegen der schroffen Felsen) und doch Nähe zu Rom (der Kaiser konnte mit Signalfeuer in direktem Kontakt zu seinem Präfekten in Rom stehen und binnen dreier Tage per Schiff dort sein). Vor allem erinnerte Capri ihn an seine Jahre auf Rhodos: Wie dort konnte er sich eine Villa hoch über dem Meer bauen und sich mit Griechen umgeben – der Golf von Neapel war weniger römisch als griechisch geprägt.
Die Villa wurde um das Jahr 27 n. Chr. wahrscheinlich als Neubau errichtet und gehört somit nicht zum originären Baubestand des Kaisers Augustus. Tiberius lebte hier bis zu seinem Tode 37 n. Chr. die meiste Zeit. Nach Sueton ereignete sich wenige Tage vor Tiberius Tod ein Erdbeben, durch das der „Leuchtturm“ (s. u.) einstürzte. Unter Kaiser Nero brachte ein weiteres Erdbeben im Jahr 61 n. Chr. Teile des Palastes zum Einsturz – die Subkonstruktionen wurden danach beim Wiederaufbau unter den flavischen Kaisern verstärkt.
Kaiser Commodus schickte 181 n. Chr. seine Ehefrau Bruttia Crispina ins Exil auf Capri. 192 n. Chr. verbannte er auch seine Schwester Lucilla dorthin. Danach wurde der Palast von den Kaisern vernachlässigt. Im Mittelalter zerfiel er; die Hauptterrasse und ihre Säle wurden abgetragen oder stürzten ein, so dass heute nur noch die Ruinen der Subkonstruktionen zu sehen sind. In der Ruine wurde eine kleine Kapelle errichtet, die mit Spolien – u. a. Mosaiken – aus der Villa geschmückt ist.

## Forschungsgeschichte

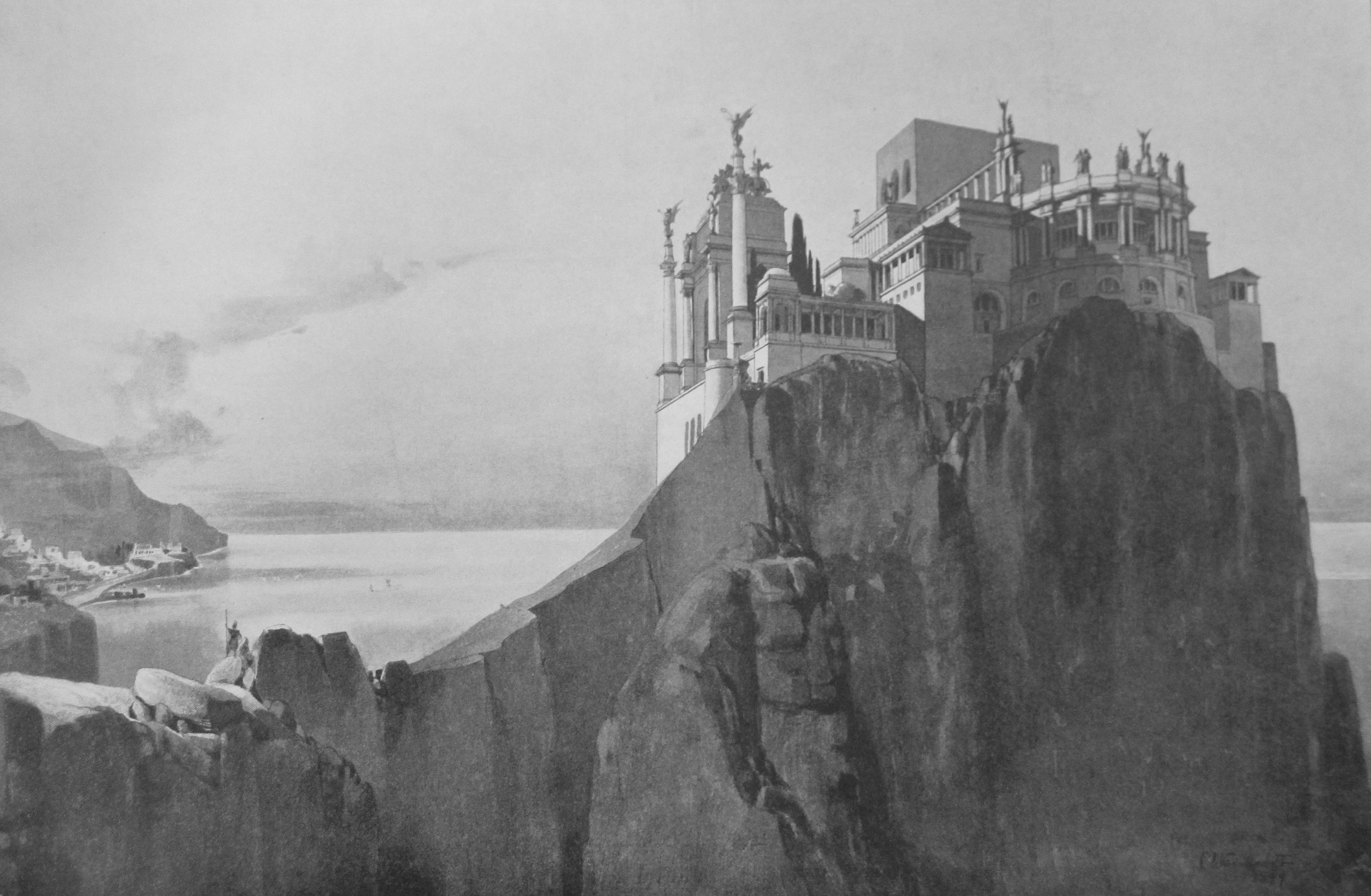
Rekonstruktion von Karl Weichardt, 1900

Erste Grabungen im archäologischen Sinne wurden 1793 bis 1804 durch Norbert Hadrawas und 1827 durch Giuseppe
Feola durchgeführt, während eine systematische Ausgrabung erstmals unter Amadeo Maiuri 1932 bis 1935 stattfand. Der Archäologe Clemens Krause beschäftigte sich seit Anfang der 1980er Jahre mit der Villa Jovis und führte 2002 eine umfassende bautechnische Neuvermessung der Anlage durch.
Diese Ergrabungen regten seit dem 19. Jahrhundert Architekten und Archäologen an, Rekonstruktionsvorschläge vorzulegen. So betrieb der Architekt Karl Weichardt wie viele seiner Kollegen des 19. Jahrhunderts auch Studien zu antiken Tempeln und anderen Gebäuden. Ihm ist der erste Rekonstruktionsversuch der Villa Jovis zu verdanken. Aufgrund der imposanten Funde ging er davon aus, dass der Palast fünf oder sechs Stockwerke gehabt hätte.
1984 schlug C.F. Giuliani und 1991 A. Moneti vor, dass aufgrund der fehlenden repräsentativen und zugleich eher mäßig beleuchteten Räume in den Untergeschossen ein Hauptgeschoss mit entsprechenden Räumlichkeiten zwingend sei. Amadeo Maiuri hingegen plädierte aufgrund seiner eigenen Ergrabungen für eine bescheidene Rekonstruktion ohne Hauptgeschoss.
Während das Aussehen der Ebenen 0–5 aufgrund des archäologischen Bestandes relativ gesichert sind, ist dennoch die ursprüngliche Gestalt der Villa Jovis weiterhin als vollständig ungeklärt anzusehen, weil vor allem die Fragen nach einem Hauptgeschoss, der Existenz eines Peristyls über der zentralen Zisterne und dem Niveau der einzelnen Flügel ungeklärt bzw. nur hypothetisch zu beantworten sind.
Der Archäologe Clemens Krause griff nach einer Neuvermessung der Anlage das Konzept einer Hauptterasse auf der Ebene 7 wieder auf (siehe Weblink: Villa Jovis, Sonderausstellung 2003) und verbindet den so gewonnenen Peristylpalast mit hellenistischen Vorbildern. Diese Interpretation ist nicht unumstritten, weil gerade diese spekulative Verteilung der Räumlichkeiten auch anders vorgenommen werden kann, so dass eher römische Vorbilder (bspw. die Villa della Farnesina von Marcus Vipsanius Agrippa) herangezogen werden können. Außer Frage steht jedoch, dass „bautypologisch die Villa das Ergebnis extremster Lageverhältnisse und höchster Wohnansprüche, insofern ein bauliches Unikum“ darstellt.

## Architektur
Der Palast ist in dem Hang errichtet, der zur Nordostspitze der Insel hinaufführt. So befindet sich die Hauptterrasse im Norden und Osten auf Geländeniveau, im Westen und Süden überragt sie aber den abfallenden Hang bis zu 40 m. Acht Stockwerke dienen hier als Substruktion und beherbergen eine riesige, zentral gelegene Zisterne. In den westlichen Untergeschossen waren die Unterkünfte für das Gesinde untergebracht, im Süden die Thermen und die Verwaltungsräume. Im Geschoss unter der Hauptterrasse (Ebene 6) lagen die kaiserlichen Privatgemächer. Eine Doppeltreppe führte vom Eingang im untersten Geschoss acht Stockwerke hinauf auf die Hauptterrasse (Ebene 7), wo die kaiserlichen Empfangs- und Speisesäle lagen. Insgesamt hat das Gebäude eine überbaute Fläche von 7000 m². Von den Materialien ist wenig erhalten, jedoch waren alle Stockwerke freskiert, der Boden mit Mosaiken ausgelegt und die Hauptterrasse mit verschiedenfarbigem Marmor ausgelegt. An der Nordseite führt ein überdachter Gang zu einem Portikus mit Speiseexedra, von wo aus man einen fantastischen Blick über den Golf von Neapel auf den Vesuv hat.
Neben dem Gebäude befanden sich auf dem Anwesen noch Wälder, Gärten, Nymphäen, ein erhaltener Signalturm für die Kommunikation mit Rom und ein „Leuchtturm“ zur astrologischen Beobachtung. Die Fundamente dieses Turmes sind so gewaltig, dass der Leuchtturm wohl mit dem Weltwunder von Alexandria hätte konkurrieren können. Da der Fuß aber 300 m über dem Wasserspiegel liegt, ist auch bei einem kleineren Turm die Bewunderung des Poeten Statius verständlich, der den Turm als Rivalen des Mondes bezeichnet.

## Herrscherpalast neuen Typus
Der Palast lehnt sich nicht an die römischen Vorbilder eines Atriumhauses an – auch nicht in der erweiterten Form mit griechischem Peristyl –, sondern Tiberius greift erstmals für ein Wohnhaus allein auf hellenistische Vorbilder zurück, und zwar auf eine Konzeption, die schon von Philipp II. von Makedonien in der Königsresidenz von Aigai verwendet wurde: Um einen quadratischen Peristylhof gruppieren sich Speiseräume unterschiedlicher Größe ohne Raumfolge oder Achsensymmetrie, die dem König erlaubten, mit einer möglichst großen Anzahl seiner philoi („Freunde“) und hetairoi („Gefährten“) zu speisen. Da die Villa keineswegs nur „privater“ Rückzugsraum war, sondern Tiberius als Verwaltungszentrale des Reiches diente, brach er also beim Bau der Villa Jovis nicht nur architektonisch, sondern auch sozialpolitisch mit der römischen Tradition: anstelle allmorgendlicher „öffentlicher“ Kommunikation der Staatselite in Form des gestaffelten Empfangsrituals mit den Senatoren auf dem Palatin pflegte der Kaiser auf Capri „private“ Kommunikation bei abendlichen Festmälern mit persönlich ausgewählten Gästen zu halten – Senatoren, aber auch Personen aus allen anderen Schichten wie beispielsweise griechische Philosophen und Astrologen, Schauspieler und Musiker. Entscheidend ist nicht mehr sozialer Stand, sondern Nähe zum Kaiser. Anstelle des augusteischen Prinzipats und seiner Fiktion einer Gleichrangigkeit aller Senatoren, unter denen der Kaiser als princeps allein durch seine Meriten und seine dignitas heraussticht, wird in der Villa Jovis der Staatsgedanke der hellenistischen Monarchien zementiert, die Senatoren werden zu – wenn auch prominenten – Untertanen herabgewürdigt. Folglich haben die Senatoren Tiberius nie den Fortzug aus Rom und das Kappen der Kommunikation mit dem Senat als eigenständigem Organ des Staats verziehen – die senatorische Geschichtsschreibung eines Tacitus und (indirekt) Suetons nimmt noch ein Jahrhundert später die diskriminierenden Topoi von sexuellen Ausschweifungen des alternden Kaisers auf Capri mit Lustknaben begierig auf und hat das Bild des Tiberius bis heute geprägt.